# 罗曼西亚
《罗曼西亚》是一款由日本Falcom公司制作和发行的角色扮演类游戏。本游戏最初于1986年在PC-8801、X1、PC-8001、PC-9801和MSX发行。游戏后移植至FC游戏机，于1987年10月30日在日本地区发行。
游戏开始时，王子Fan Freddy在城堡外。目的是在30分钟内营救公主Selina。